# Entrada dobrada

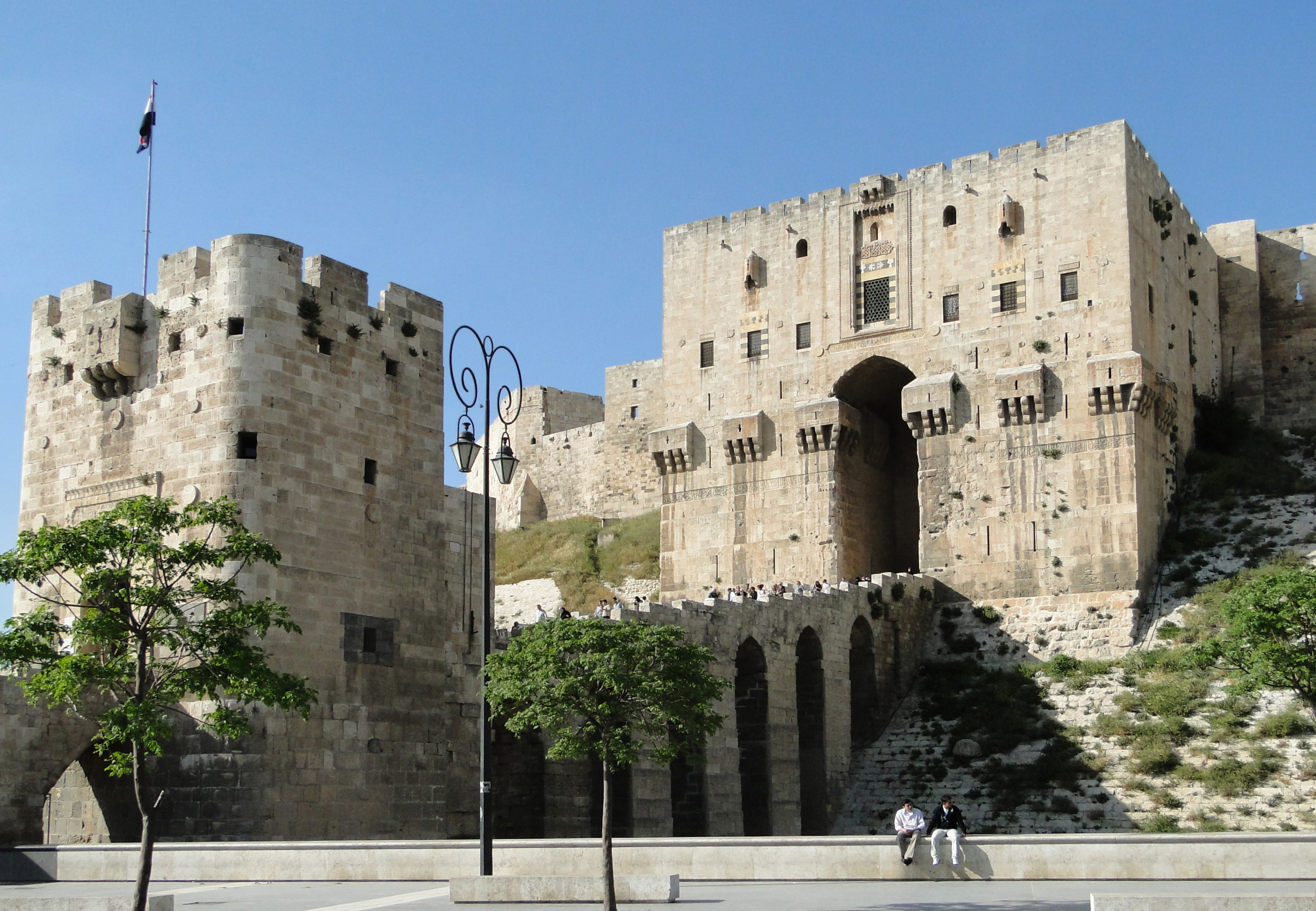
Entrada dobrada da Citadela de Aleppo, Síria

Uma entrada dobrada ou curvada é uma característica defensiva na fortificação medieval. Em um castelo com uma entrada curvada, a passagem para a porta é estreita e faz bruscamente uma curva acentuada. Seu objetivo é diminuir a velocidade dos atacantes de chegar ao portão e impedir o uso de aríetes batendo contra as casas de guarda. É muitas vezes combinada com meios para uma defesa ativa, tais como balestreiros, troneiras e mata-cães com efeito de cofinar intrusos numa zona de morte estreita. Sua função defensiva está relacionada à de uma barbacana na frente do portão.